# (7583) Rosegger
(7583) Rosegger (1991 BA3) – planetoida z pasa głównego asteroid okrążająca Słońce w ciągu 5,2 lat w średniej odległości 3 j.a. Odkryta 17 stycznia 1991 roku.